# 阿尔芒·德·波旁

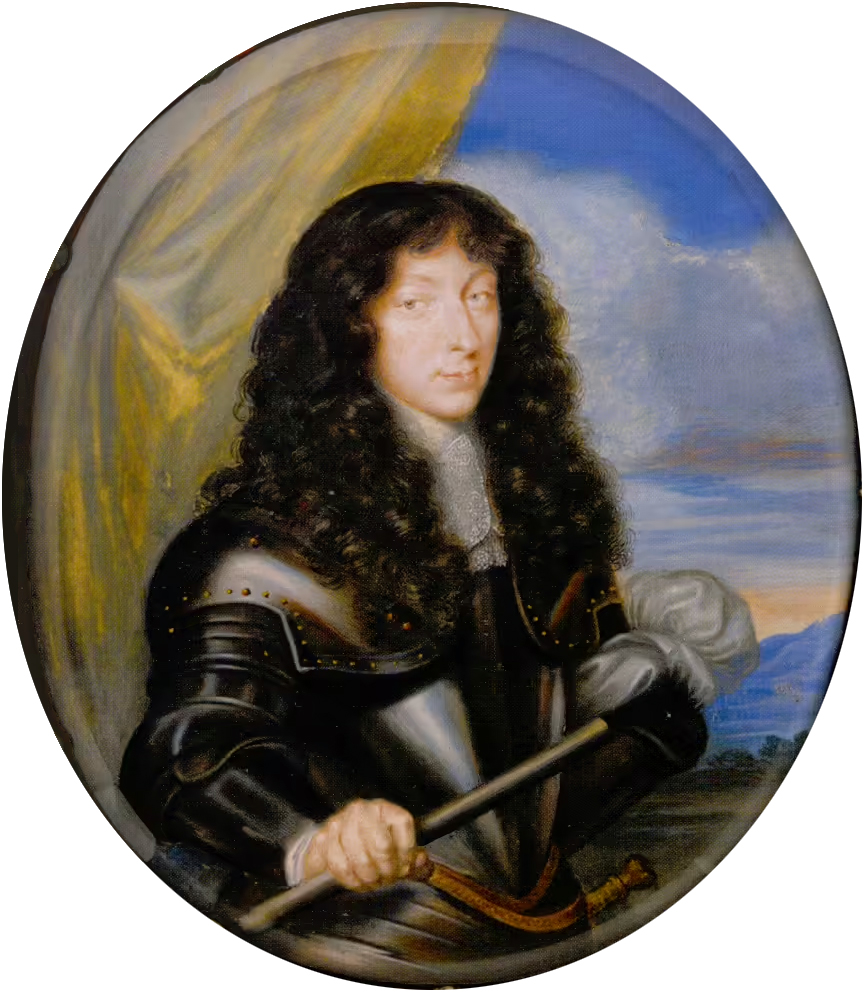
孔蒂親王阿爾芒

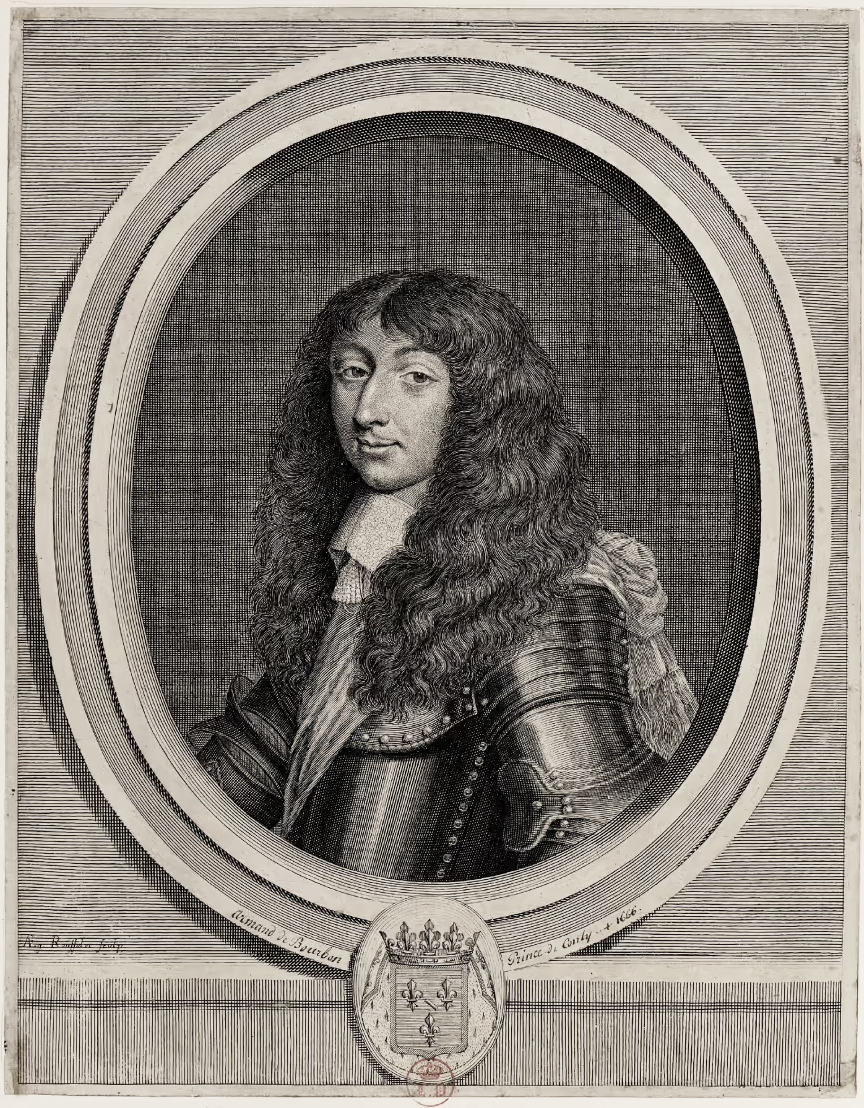
孔蒂親王阿爾芒

阿尔芒·德·波旁，第二代孔蒂亲王（英語：Armand de Bourbon，2me Prince de Conti，1629年10月11日—1666年2月26日），法国贵族、波旁家族的分支，其兄為第四代孔代亲王路易。他的父親為第三代孔代親王，母親為蒙莫朗西公爵之女─夏洛特·德·蒙莫朗西。1629年阿爾芒一出生就獲得孔蒂親王的封號，長大後在姊姊隆格维尔夫人的誘導下，參與1648-1653年的投石黨運動，成為反抗王室的重要領導人之一，對暴亂起到推波助瀾的巨大作用。1651年他與馬薩林和解而效忠王室，與流亡西班牙的兄長「大孔代」分道揚鑣。1654年他率領法軍進入加泰隆尼亞與西班牙作戰（屬於1635-1659年法西戰爭的一部分，也是加泰反西的獨立戰爭），成功奪取西班牙三個城鎮，但後來在義大利與西班牙作戰卻於1657年戰敗，他從此離開軍政生活，在朗格多克退休，在那裏他努力鑽研學問和神祕主義，一直到1666年於當地病逝。